# ام‌وی

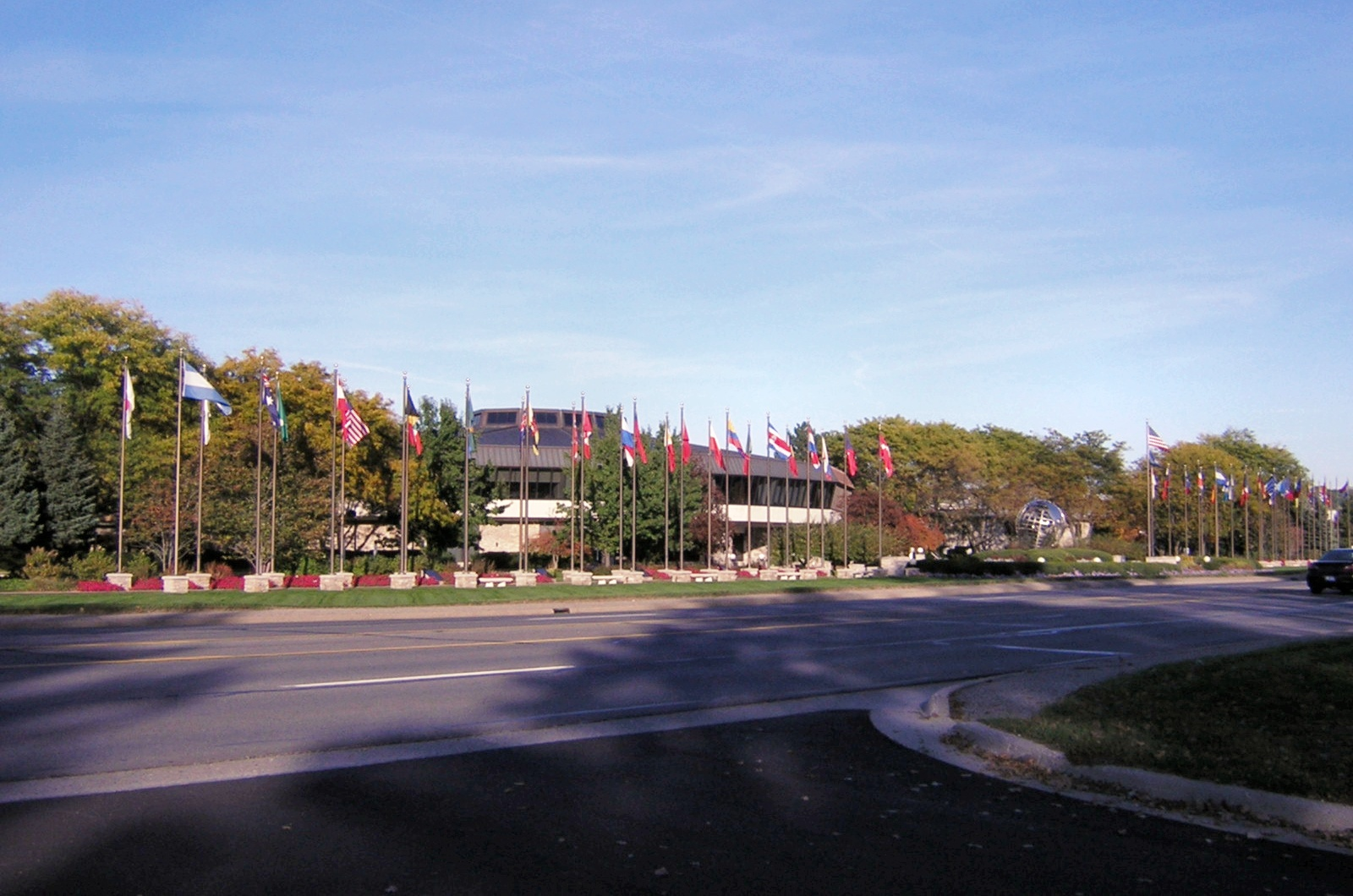
Headquarters in Ada, Michigan

اَم‌وِی (به انگلیسی: Amway) مخفف (American Way) یک شرکت آمریکایی است که از تکنیک‌های بازاریابی شبکه‌ای استفاده می‌کند و مبادرت به فروش انواع محصولات شامل محصولات سلامتی، زیبایی و لوازم بهداشت در منزل می‌نماید. شرکت اَم وِی در سال ۱۹۵۹ توسط ج. ون اندل و ریچارد دیواس راه‌اندازی شد.  خط تولید شرکت شامل محصولات بهداشت خانه، محصولات بهداشت فردی، جواهرات، لوازم الکترونیکی، مکمل‌های غذایی، تصفیه آب، تهویه هوا، لوازم آرایشی و بیمه است.

## شکل کاری
اَم‌وِی فروش مستقیم را با بازاریابی چندسطحی ترکیب می‌کند. مالکان مستقل کسب و کار (مخفف IBO) ممکن است محصولات را به طور مستقیم به مشتریان بالقوه عرضه کنند و همچنین ممکن است بقیه افراد را استخدام و آموزش بدهند تاIBO شوند. IBOها ممکن است درآمدشان را هم از دست مزدِ خرده فروشی روی هر محصولی که شخصاً می‌فروشند، و هم از پاداش عملکرد بر اساس حجم فروش آن‌ها و زیر مجموعه‌شان (که IBOها حمایتشان کرده‌اند) بدست می‌آورند. مردم نیز ممکن است برای خرید محصولات با تخفیف به عنوان IBO ثبت نام کنند.

## برندها
برندهای شرکت اموی شامل:
- Artistry
- Atmosphere
- Body Blends
- Body Works
- Clear Now
- eSpring
- Fulton Street
- Glister
- iCook
- Kahve
- Legacy of Clean
- Nutrilite
- Peter Island
- Perfect Empowered Drinking Water
- Personal Accents
- Ribbon
- Satinique
- Tolsom
- XS
- Zsenso

### زیبایی و سلامتی
برندهای زیبایی و سلامتی شرکت اَم‌وِی شامل:
- Artistry
- Beautycycle
- Time Defiance
- Artistry Essentials
- Pure White
- Satinique
- Tolsom
- Body Series
- Glister
- Moiskin (در آمریکای جنوبی)
- Nutrilite
- Nutriway (در اسکاندیناوی، استرالیا و نیوزیلند)
- eSpring
- Attitude
- Atmosphere
- iCook
- XS
- Energy drinks